# Мариана Аранђеловић
Мариана Аранђеловић (Београд, 26. септембар 1978) српска је гласовна, телевизијска, позоришна и филмска глумица и стенд-ап комичарка.

## Биографија
Мариана Аранђеловић је рођена 26. септембра 1978. године у Београду. Глуму је дипломирала 2004. године на Академији уметности БК у класи глуме и позоришне режије код професора Никите Миливојевића и Аните Манчић. Током 2009. и 2010. године је радила на месту асистента професора Никите Миливојевића на класи глуме и мултимедијалне режије на Академији уметности у Новом Саду. Од 2011. године се бави стенд-ап комедијом. Најпознатија је по улози Милоне коју је тумачила у телевизијској серији Село гори, а баба се чешља од 2007. до 2017. године. Играла је у Народном позоришту у Београду, Битеф театру и Установи културе Вук Караџић. Запажене позоришне улоге остварила је у представама „Бунар“ и „Огвожђена“. Добитница је награде Радио Београда „Витомир Богић“, за најбоље женско глумачко остварење 2014. године. Говори енглески, француски и македонски језик. Активно се бави синхронизацијом анимираних и играних филмова и ТВ серија. Радила је за студије Лаудворкс, Студио, Басивити, Синкер медија, Ливада Београд Голд диги нет и Соло, као и за Тик Так Аудио и Имаго продукцију и телевизије Б92 и Хепи.

## Филмографија
| Год.       | Назив                      | Улога             |
| ---------- | -------------------------- | ----------------- |
| 2007—2017. | Село гори, а баба се чешља | Милона            |
| 2008.      | Симери                     |                   |
| 2009.      | Живот и смрт порно банде   | Даринка           |
| 2010.      | На слово, на слово         | (позајмила глас)  |
| 2011.      | Сестре                     | девојка са пијаце |
| 2011.      | Џет-сет                    | (позајмила глас)  |
| 2013.      | На путу за Монтевидео      | Данина девојка 1  |
| 2014.      | Једнаки                    |                   |
| 2016.      | Главом кроз зид            |                   |
| 2020.      |                            | Полицајка         |
| 2020.      | Отац                       |                   |
| 2020.      | Државни службеник          | Касирка           |
| 2020.      | Ургентни центар            |                   |
| 2021.      | Камионџије д.о.о.          | госпођа           |
| 2021.      | Не играj на Енглезе        | Полицајка         |
| 2022.      | Досије Косово              |                   |

## Улоге у синхронизацијама
| \| Година \| Наслов \| Улога \| \| ---------- \| -------------------------------------------------------------------- \| ------------------------------------------------------------------------------------------------------------------- \| \| 2006. \| Легенда о Тарзану \| Краљица Ла, Еленор, Нао, Лејди Волтам, Наоми Медисон; Џамила (С1Е18, 24) \| \| 2006–2009. \| Брац \| Џејд, Кејси, Ана \| \| 2006. \| Лило и Стич: Серија \| Бони (349), Викторија, Елен, Свемогућа Ким, Пени Понос, Ешли Спинели итд. \| \| 2006. \| Лило и Стич: Руфус \| Свемогућа Ким \| \| 2006. \| Пачије приче \| разни ликови \| \| 2006. \| Петар Пан 2: Повратак у Недођију \| Венди \| \| 2006. \| Планета с благом \| Капетан Амелија \| \| 2006. \| Херкул (цртана серија) \| Терпсихора (само сезона 1, 10. епизода), Мегара, Артемида, Геа, Ехидна, Електра, Мериголд, Хиполита, Амарил \| \| 2006. \| Херкул и арапска ноћ \| Јасмин \| \| 2007. \| Брац бебе: Филм \| Џејд \| \| 2007. \| Брац: Дух из боце \| Џејд, Кејси \| \| 2007. \| Брац: Страствена мода \| Џејд, Кејси \| \| 2007–2008. \| Винкс (сезоне 1–3) \| Стела, Грифин, Самара, Нинфеа, Атина, Зинг, Треса, Едилтруда (чудовишна форма), Офелија (С1–2), Барбатеа (С3), Маја \| \| 2007. \| Књига о џунгли 2 \| Месуа, Шантина мајка \| \| 2008. \| Аладин (ТВ серија) (Лаудворкс) \| Јасмин, Мираж итд. \| \| 2008. \| Брац: Модне виле \| Џејд \| \| 2008. \| Брац: Супербебе \| Џејд \| \| 2008. \| Дамбо \| Вођа слонова \| \| 2008. \| Еон кид \| Ели \| \| 2008. \| Југио Ге-Икс (сезона 2) \| Алексис Роудс, Алис \| \| 2008–2010. \| Код Лиоко \| Елизабет „Сиси“ Делмас, Сузана Херц итд. \| \| 2008. \| Краљ диносауруса (Хепи) \| Зои \| \| 2008. \| Микијев клуб \| Белка итд. \| \| 2008. \| Мопатопова радња \| разни ликови \| \| 2008–2014. \| Наруто \| Хината Хјуга (неке епизоде), Ино Јаманака, Анко Митараши итд. \| \| 2008–2014. \| Супершпијунке (сезоне 1–4) \| Бритни, Доминик, Кејтлин, Мирна Бизботом, Хелга Вон Гуген, Исидора итд. \| \| 2008. \| Трнавчевићи у дивљини \| Дебора „Деби“ Трнавчевић \| \| 2008. \| У ноћној башти \| Успаванка \| \| 2008. \| Чудовишта из ормара \| Флинт, Госпођа Незбит \| \| 2008. \| Брац бебе спасавају Божић \| Џејд \| \| 2008. \| Брац бајке \| Џејд, Минди \| \| 2009. \| 101 далматинац: Серија \| Спот, Анита \| \| 2009. \| Аладин \| Јасмин (говор) \| \| 2009. \| Анђела Анаконда \| Анђела, Госпођа Бринкс \| \| 2009–2012. \| Галактички фудбал (сезоне 1–2) \| Адим, Јуки, Золин \| \| 2009. \| Дилајла и Џулијус \| Мис Дидс \| \| 2009. \| Еленин свет \| Кони \| \| 2009. \| Звончица \| Розета, Госпођа Дарлинг \| \| 2009. \| Ким Опаснић \| разни ликови \| \| 2009. \| Мулан \| Бака Фа \| \| 2009. \| Мулан 2 \| Бака Фа, Тинг Тинг \| \| 2009. \| Ноди у Земљи играчака \| Линда, Госпођа Кегла \| \| 2009. \| Покахонтас (ТВ синх.) \| Накома \| \| 2009. \| Поп сикрет \| Кали \| \| 2009. \| Прича о играчкама (ТВ синх.) \| Бо Пип \| \| 2009. \| Трактор Том (сезона 2) \| Дасти \| \| 2009. \| Херкул \| Алкмена, Атропа, Талија, Жена са земљотресом \| \| 2010. \| Бонкерс \| додатни гласови \| \| 2010. \| Випо (Лаудворкс) \| Хенри \| \| 2010. \| Диносаурус \| Плио \| \| 2010. \| Кућа у прерији \| Меги, Грејс \| \| 2010. \| Прича о играчкама 3 \| Развучени \| \| 2010–2011. \| Сирене \| Изуре, Сара, Мими, Арара, Аква Реџина, Меру (само говор) \| \| 2011. \| Винкс 3Д: Чаробна авантура \| Стела, Ајси, Диџит, Фарагонда, Дафни, Мерион, Новинарка, Служавка #3 \| \| 2011. \| Звончица и изгубљено благо \| Розета, Лирија \| \| 2011. \| Змајева Кугла З (Лаудворкс) \| Болма, Ланч \| \| 2011. \| Јагодица Бобица: Бобичанствене пустоловине \| Шљивица \| \| 2011–2017. \| Мој мали пони: Пријатељство је чаролија (Студио) \| Твајлајт Спаркл, Мод Пај, Дајмонд Тијара, Силверстрим, Крисалис (сезона 8) \| \| 2011. \| Плави змај \| Клуке, Валкири \| \| 2011. \| Фрифоникси \| Лејди Лукс \| \| 2011. \| Џони Тест \| Цеца, Цецина мама, Јулија Веган итд. \| \| 2012. \| Вулверин и Икс-мен \| Домино / Нина Турман, Мароу / Сара Рушман \| \| 2012. \| Касперова школа страха \| Манта, болничарка итд. \| \| 2012. \| Кирари \| Фубуки Тодо, Акане Минами (само говор) \| \| 2012. \| Мали детективи \| Нагиса Микогами, Мијуки Нанасе, Кирмин \| \| 2012. \| Поручник жабац \| Ангол Моа, Лави \| \| 2013. \| Звончица и велико вилинско спасавање \| Розета, Видиа, приповедачица \| \| 2013. \| Мали принц (Лаудворкс) \| додатни гласови \| \| 2013. \| Маца Попи (Студио) \| Зузу, Мо \| \| 2013. \| Петко и Станко (Лаудворкс) \| Љиља \| \| 2013. \| Погађајте са Џесом (Студио) \| Џес \| \| 2013–2015. \| Продавница најмањих љубимаца (Студио) \| Пепер, Витни, Бритни, Сју, Мекејна Никол, Мадам Пом, Батеркрим Сандеј, Мона \| \| 2013–2017. \| Чудновили родитељи \| Зубић вила, Нина Сланина (неке епизоде) \| \| 2013. \| Блиц стрип вести \| женске улоге \| \| 2013. \| Тим Умизуми \| додатни гласови \| \| 2014. \| Брац вампирице \| Џејд, Вампелина итд. \| \| 2014–2017. \| Дора и пријатељи \| Кејт \| \| 2014. \| Лего пријатељи (Лаудворкс) \| Стефани, тетка Софија (Е1–3) \| \| 2014. \| Мој мали пони: Девојке из Еквестрије — Рејнбоу Рок (Студио) \| Твајлајт Спаркл, Мод Пај, Соната Даск \| \| 2014. \| Погоди колико те волим \| Мали пољски миш \| \| 2014. \| Свемирски тркачи \| Рејвен \| \| 2014. \| Сем и Кет \| Бабс Диксон итд. \| \| 2014–2016. \| Тандерменови \| Госпођа Метсон \| \| 2014. \| Уклети Хетевејеви \| Медоу Мекинтош \| \| 2015. \| Балто \| Роузи, Бака Роузи, Дикси, Силви \| \| 2015. \| Балто 2 \| Алу \| \| 2015. \| Балто 3 \| Дипси, Дасти \| \| 2015. \| Бинг \| Паџет, Џили, Чарли \| \| 2015. \| Винкс (сезона 7) \| Стела, Сторми, Мавила \| \| 2015. \| Миш Тип \| Типи, Џоди, Теса, Нина, Нати, Марилу, Лили, бака \| \| 2015. \| Мој мали пони: Девојке из Еквестрије \| Твајлајт Спаркл \| \| 2015. \| Мој мали пони: Девојке из Еквестрије — Игре пријатељства (Студио) \| Твајлајт Спаркл, Миднајт Спаркл, Шугаркоут \| \| 2015. \| Петс клуб \| Елоди итд. \| \| 2015–2016. \| Санџеј и Крег \| Сејџ (сезона 2) \| \| 2016. \| 100 ствари које треба урадити пре средње школе \| додатни гласови \| \| 2016. \| Барби: Рокери и краљевићи \| Алегра Џејмс \| \| 2016. \| Дубина (сезона 1) \| разни ликови \| \| 2016. \| Кунг-фу панда: Легенде о феноментастичном (сезона 3) \| Снежни леопард \| \| 2016. \| Кућа Бука \| додатни гласови \| \| 2016. \| Мој мали пони: Девојке из Еквестрије — Легенда о Еверфри \| Твајлајт Спаркл \| \| 2016. \| Снупи (2014) (Студио) \| Марси \| \| 2017. \| Дружина из џунгле \| Наташа, додатни гласови \| \| 2017. \| Мали бигфут \| \| \| 2017. \| Мој мали пони: Девојке из Еквестрије - Чаробно огледалце \| Твајлајт Спаркл \| \| 2017. \| Мој мали пони: Девојке из Еквестрије - Чаролија музике \| Твајлајт Спаркл, Шугаркоут \| \| 2017. \| Мој мали пони: Девојке из Еквестрије - Чаролија филма \| Твајлајт Спаркл \| \| 2017. \| Мој мали пони: Филм \| Твајлајт Спаркл \| \| 2017. \| Фора и фауна (Фанималси) \| разни ликови \| \| 2019. \| Мој мали пони: Девојке из Еквестрије — Вртешка пријатељства \| Твајлајт Спаркл \| \| 2019. \| Мој мали пони: Девојке из Еквестрије — Заборављено пријатељство \| Твајлајт Спаркл \| \| 2020. \| Град хероја: Серија \| Момакасе \| \| 2020. \| Златокоса и разбојник: Пре срећног краја \| додатни гласови \| \| 2020. \| Златокоса и разбојник: Серија \| Вечна Суграча / Госпођа Шугарбај \| \| 2020. \| Ратови звезда: Ратови клонова (2008) \| Асаж Вентрес \| \| 2020. \| Гамболов чудесни свет \| Гђа Џотенхајм, медицинска сестра (неке епизоде), додатни гласови \| \| 2020. \| Господин Магу \| додатни гласови \| \| 2020. \| Јабука и Лук \| додатни гласови \| \| 2020. \| Леси се враћа кући \| Франка, наставница \| \| 2020. \| Мој мали пони: Девојке из Еквестрије - Отпаковани празници \| Твајлајт Спаркл, Мод Пај \| \| 2020. \| Мој мали пони: Девојке из Еквестрије - Пометња на пролећном распусту \| Твајлајт Спаркл \| \| 2020. \| Мој мали пони: Девојке из Еквестрије - Сансетина пропусница \| Твајлајт Спаркл, Соната Даск \| \| 2020. \| Мој мали пони: Најбољи поклон свих времена \| Твајлајт Спаркл \| \| 2020. \| Мој мали пони: Путовање путем дуге \| Твајлајт Спаркл \| \| 2020. \| Скуби Ду је то и погоди још ко \| Кејси Масгрејвс, додатни гласови \| \| 2020. \| Сунђер Боб Коцкалоне филм: Сунђер у бекству \| Бото, додатни гласови \| \| 2021. \| Мој мали пони: Живот понија \| Твајлајт Спаркл \| \| 2021. \| Стивен Јуниверс: Будућност \| Гранат \| \| 2021. \| Фанџизи \| Др Ненси, Мерта итд. (сезона 1, 19 епизода-сезона 2) \| \| 2023. \| Супер Марио браћа: Филм \| додатни гласови \| \| 2023. \| Спајдермен: Путовање кроз спајдер-свет \| Меј \| \| 2024. \| Веселе недеље \| Бака[5] \| \| 2024. \| Грозан ја 4 \| Мелора \| |                                                                      | |
| Година | Наслов                                                               | Улога |
| 2006. | Легенда о Тарзану                                                    | Краљица Ла, Еленор, Нао, Лејди Волтам, Наоми Медисон; Џамила (С1Е18, 24)                                            |
| 2006–2009. | Брац                                                                 | Џејд, Кејси, Ана |
| 2006. | Лило и Стич: Серија                                                  | Бони (349), Викторија, Елен, Свемогућа Ким, Пени Понос, Ешли Спинели итд.                                           |
| 2006. | Лило и Стич: Руфус                                                   | Свемогућа Ким |
| 2006. | Пачије приче                                                         | разни ликови |
| 2006. | Петар Пан 2: Повратак у Недођију                                     | Венди |
| 2006. | Планета с благом                                                     | Капетан Амелија |
| 2006. | Херкул (цртана серија)                                               | Терпсихора (само сезона 1, 10. епизода), Мегара, Артемида, Геа, Ехидна, Електра, Мериголд, Хиполита, Амарил         |
| 2006. | Херкул и арапска ноћ                                                 | Јасмин |
| 2007. | Брац бебе: Филм                                                      | Џејд |
| 2007. | Брац: Дух из боце                                                    | Џејд, Кејси |
| 2007. | Брац: Страствена мода                                                | Џејд, Кејси |
| 2007–2008. | Винкс (сезоне 1–3)                                                   | Стела, Грифин, Самара, Нинфеа, Атина, Зинг, Треса, Едилтруда (чудовишна форма), Офелија (С1–2), Барбатеа (С3), Маја |
| 2007. | Књига о џунгли 2                                                     | Месуа, Шантина мајка                                                                                                |
| 2008. | Аладин (ТВ серија) (Лаудворкс)                                       | Јасмин, Мираж итд.                                                                                                  |
| 2008. | Брац: Модне виле                                                     | Џејд |
| 2008. | Брац: Супербебе                                                      | Џејд |
| 2008. | Дамбо                                                                | Вођа слонова |
| 2008. | Еон кид                                                              | Ели |
| 2008. | Југио Ге-Икс (сезона 2)                                              | Алексис Роудс, Алис                                                                                                 |
| 2008–2010. | Код Лиоко                                                            | Елизабет „Сиси“ Делмас, Сузана Херц итд.                                                                            |
| 2008. | Краљ диносауруса (Хепи)                                              | Зои |
| 2008. | Микијев клуб                                                         | Белка итд. |
| 2008. | Мопатопова радња                                                     | разни ликови |
| 2008–2014. | Наруто                                                               | Хината Хјуга (неке епизоде), Ино Јаманака, Анко Митараши итд.                                                       |
| 2008–2014. | Супершпијунке (сезоне 1–4)                                           | Бритни, Доминик, Кејтлин, Мирна Бизботом, Хелга Вон Гуген, Исидора итд.                                             |
| 2008. | Трнавчевићи у дивљини                                                | Дебора „Деби“ Трнавчевић                                                                                            |
| 2008. | У ноћној башти                                                       | Успаванка |
| 2008. | Чудовишта из ормара                                                  | Флинт, Госпођа Незбит                                                                                               |
| 2008. | Брац бебе спасавају Божић                                            | Џејд |
| 2008. | Брац бајке                                                           | Џејд, Минди |
| 2009. | 101 далматинац: Серија                                               | Спот, Анита |
| 2009. | Аладин                                                               | Јасмин (говор) |
| 2009. | Анђела Анаконда                                                      | Анђела, Госпођа Бринкс                                                                                              |
| 2009–2012. | Галактички фудбал (сезоне 1–2)                                       | Адим, Јуки, Золин                                                                                                   |
| 2009. | Дилајла и Џулијус                                                    | Мис Дидс |
| 2009. | Еленин свет                                                          | Кони |
| 2009. | Звончица                                                             | Розета, Госпођа Дарлинг                                                                                             |
| 2009. | Ким Опаснић                                                          | разни ликови |
| 2009. | Мулан                                                                | Бака Фа |
| 2009. | Мулан 2                                                              | Бака Фа, Тинг Тинг                                                                                                  |
| 2009. | Ноди у Земљи играчака                                                | Линда, Госпођа Кегла                                                                                                |
| 2009. | Покахонтас (ТВ синх.)                                                | Накома |
| 2009. | Поп сикрет                                                           | Кали |
| 2009. | Прича о играчкама (ТВ синх.)                                         | Бо Пип |
| 2009. | Трактор Том (сезона 2)                                               | Дасти |
| 2009. | Херкул                                                               | Алкмена, Атропа, Талија, Жена са земљотресом                                                                        |
| 2010. | Бонкерс                                                              | додатни гласови |
| 2010. | Випо (Лаудворкс)                                                     | Хенри |
| 2010. | Диносаурус                                                           | Плио |
| 2010. | Кућа у прерији                                                       | Меги, Грејс |
| 2010. | Прича о играчкама 3                                                  | Развучени |
| 2010–2011. | Сирене                                                               | Изуре, Сара, Мими, Арара, Аква Реџина, Меру (само говор)                                                            |
| 2011. | Винкс 3Д: Чаробна авантура                                           | Стела, Ајси, Диџит, Фарагонда, Дафни, Мерион, Новинарка, Служавка #3                                                |
| 2011. | Звончица и изгубљено благо                                           | Розета, Лирија |
| 2011. | Змајева Кугла З (Лаудворкс)                                          | Болма, Ланч |
| 2011. | Јагодица Бобица: Бобичанствене пустоловине                           | Шљивица |
| 2011–2017. | Мој мали пони: Пријатељство је чаролија (Студио)                     | Твајлајт Спаркл, Мод Пај, Дајмонд Тијара, Силверстрим, Крисалис (сезона 8)                                          |
| 2011. | Плави змај                                                           | Клуке, Валкири |
| 2011. | Фрифоникси                                                           | Лејди Лукс |
| 2011. | Џони Тест                                                            | Цеца, Цецина мама, Јулија Веган итд.                                                                                |
| 2012. | Вулверин и Икс-мен                                                   | Домино / Нина Турман, Мароу / Сара Рушман                                                                           |
| 2012. | Касперова школа страха                                               | Манта, болничарка итд.                                                                                              |
| 2012. | Кирари                                                               | Фубуки Тодо, Акане Минами (само говор)                                                                              |
| 2012. | Мали детективи                                                       | Нагиса Микогами, Мијуки Нанасе, Кирмин                                                                              |
| 2012. | Поручник жабац                                                       | Ангол Моа, Лави |
| 2013. | Звончица и велико вилинско спасавање                                 | Розета, Видиа, приповедачица                                                                                        |
| 2013. | Мали принц (Лаудворкс)                                               | додатни гласови |
| 2013. | Маца Попи (Студио)                                                   | Зузу, Мо |
| 2013. | Петко и Станко (Лаудворкс)                                           | Љиља |
| 2013. | Погађајте са Џесом (Студио)                                          | Џес |
| 2013–2015. | Продавница најмањих љубимаца (Студио)                                | Пепер, Витни, Бритни, Сју, Мекејна Никол, Мадам Пом, Батеркрим Сандеј, Мона                                         |
| 2013–2017. | Чудновили родитељи                                                   | Зубић вила, Нина Сланина (неке епизоде)                                                                             |
| 2013. | Блиц стрип вести                                                     | женске улоге |
| 2013. | Тим Умизуми                                                          | додатни гласови |
| 2014. | Брац вампирице                                                       | Џејд, Вампелина итд.                                                                                                |
| 2014–2017. | Дора и пријатељи                                                     | Кејт |
| 2014. | Лего пријатељи (Лаудворкс)                                           | Стефани, тетка Софија (Е1–3)                                                                                        |
| 2014. | Мој мали пони: Девојке из Еквестрије — Рејнбоу Рок (Студио)          | Твајлајт Спаркл, Мод Пај, Соната Даск                                                                               |
| 2014. | Погоди колико те волим                                               | Мали пољски миш |
| 2014. | Свемирски тркачи                                                     | Рејвен |
| 2014. | Сем и Кет                                                            | Бабс Диксон итд. |
| 2014–2016. | Тандерменови                                                         | Госпођа Метсон |
| 2014. | Уклети Хетевејеви                                                    | Медоу Мекинтош |
| 2015. | Балто                                                                | Роузи, Бака Роузи, Дикси, Силви                                                                                     |
| 2015. | Балто 2                                                              | Алу |
| 2015. | Балто 3                                                              | Дипси, Дасти |
| 2015. | Бинг                                                                 | Паџет, Џили, Чарли                                                                                                  |
| 2015. | Винкс (сезона 7)                                                     | Стела, Сторми, Мавила                                                                                               |
| 2015. | Миш Тип                                                              | Типи, Џоди, Теса, Нина, Нати, Марилу, Лили, бака                                                                    |
| 2015. | Мој мали пони: Девојке из Еквестрије                                 | Твајлајт Спаркл |
| 2015. | Мој мали пони: Девојке из Еквестрије — Игре пријатељства (Студио)    | Твајлајт Спаркл, Миднајт Спаркл, Шугаркоут                                                                          |
| 2015. | Петс клуб                                                            | Елоди итд. |
| 2015–2016. | Санџеј и Крег                                                        | Сејџ (сезона 2) |
| 2016. | 100 ствари које треба урадити пре средње школе                       | додатни гласови |
| 2016. | Барби: Рокери и краљевићи                                            | Алегра Џејмс |
| 2016. | Дубина (сезона 1)                                                    | разни ликови |
| 2016. | Кунг-фу панда: Легенде о феноментастичном (сезона 3)                 | Снежни леопард |
| 2016. | Кућа Бука                                                            | додатни гласови |
| 2016. | Мој мали пони: Девојке из Еквестрије — Легенда о Еверфри             | Твајлајт Спаркл |
| 2016. | Снупи (2014) (Студио)                                                | Марси |
| 2017. | Дружина из џунгле                                                    | Наташа, додатни гласови                                                                                             |
| 2017. | Мали бигфут                                                          | |
| 2017. | Мој мали пони: Девојке из Еквестрије - Чаробно огледалце             | Твајлајт Спаркл |
| 2017. | Мој мали пони: Девојке из Еквестрије - Чаролија музике               | Твајлајт Спаркл, Шугаркоут                                                                                          |
| 2017. | Мој мали пони: Девојке из Еквестрије - Чаролија филма                | Твајлајт Спаркл |
| 2017. | Мој мали пони: Филм                                                  | Твајлајт Спаркл |
| 2017. | Фора и фауна (Фанималси)                                             | разни ликови |
| 2019. | Мој мали пони: Девојке из Еквестрије — Вртешка пријатељства          | Твајлајт Спаркл |
| 2019. | Мој мали пони: Девојке из Еквестрије — Заборављено пријатељство      | Твајлајт Спаркл |
| 2020. | Град хероја: Серија                                                  | Момакасе |
| 2020. | Златокоса и разбојник: Пре срећног краја                             | додатни гласови |
| 2020. | Златокоса и разбојник: Серија                                        | Вечна Суграча / Госпођа Шугарбај                                                                                    |
| 2020. | Ратови звезда: Ратови клонова (2008)                                 | Асаж Вентрес |
| 2020. | Гамболов чудесни свет                                                | Гђа Џотенхајм, медицинска сестра (неке епизоде), додатни гласови                                                    |
| 2020. | Господин Магу                                                        | додатни гласови |
| 2020. | Јабука и Лук                                                         | додатни гласови |
| 2020. | Леси се враћа кући                                                   | Франка, наставница                                                                                                  |
| 2020. | Мој мали пони: Девојке из Еквестрије - Отпаковани празници           | Твајлајт Спаркл, Мод Пај                                                                                            |
| 2020. | Мој мали пони: Девојке из Еквестрије - Пометња на пролећном распусту | Твајлајт Спаркл |
| 2020. | Мој мали пони: Девојке из Еквестрије - Сансетина пропусница          | Твајлајт Спаркл, Соната Даск                                                                                        |
| 2020. | Мој мали пони: Најбољи поклон свих времена                           | Твајлајт Спаркл |
| 2020. | Мој мали пони: Путовање путем дуге                                   | Твајлајт Спаркл |
| 2020. | Скуби Ду је то и погоди још ко                                       | Кејси Масгрејвс, додатни гласови                                                                                    |
| 2020. | Сунђер Боб Коцкалоне филм: Сунђер у бекству                          | Бото, додатни гласови                                                                                               |
| 2021. | Мој мали пони: Живот понија                                          | Твајлајт Спаркл |
| 2021. | Стивен Јуниверс: Будућност                                           | Гранат |
| 2021. | Фанџизи                                                              | Др Ненси, Мерта итд. (сезона 1, 19 епизода-сезона 2)                                                                |
| 2023. | Супер Марио браћа: Филм                                              | додатни гласови |
| 2023. | Спајдермен: Путовање кроз спајдер-свет                               | Меј |
| 2024. | Веселе недеље                                                        | Бака |
| 2024. | Грозан ја 4                                                          | Мелора |